# بین‌باشی‌امین‌بی (پوسوف)
بین‌باشی‌امین‌بی (به ترکی استانبولی: Binbaşıeminbey) یک منطقهٔ مسکونی در ترکیه است که در پوسوف واقع شده‌است.